# Rochetaillée-sur-Saône
 Rochetaillée-sur-Saône  es una población y comuna francesa de la Metrópoli de Lyon en la región de Auvernia-Ródano-Alpes. Pertenece a la aglomeración urbana de Lyon.

## Demografía
| 682 | 723 | 764 | 779 | 903 | 1134 | 1527 |
| Para los censos de 1962 a 1999 la población legal corresponde a la población sin duplicidades (Fuente: INSEE [Consultar]) |     |     |     |     |      |      |